# Chùa Payathonzu

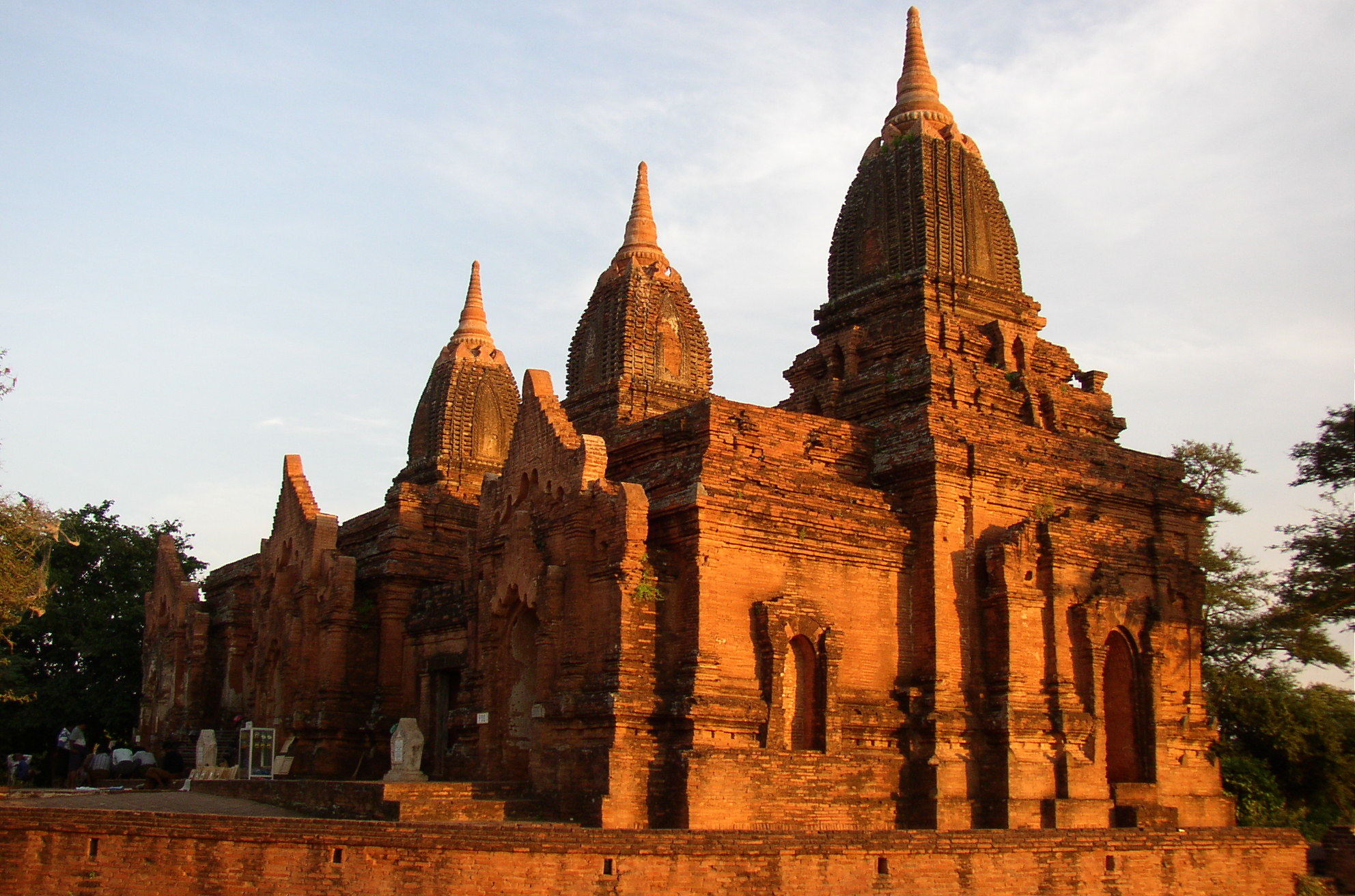
Chùa Payathonzu

Chùa Payathonzu (tiếng Myanma: ဘုရား၃စု; có nghĩa "nhóm ba chùa") là một ngôi chùa tọa lạc ở làng Minnanthu (Đông Nam của Bagan) ở Myanma. Quần thể này độc đáo vì có ba ngôi chùa được nối lại với nhau thông qua những lối hẹp. Bên trong của chùa có các bức tranh tường mà người ta tin là theo phong cách Mahayana và Tantric. Tuy nhiên, ngôi chùa này đã không được hoàn chỉnh. Ngôi chùa này gần đây đã được trùng tu với việc hoàn thiện 3 stupa trên nóc có màu sắc sáng hơn.